# Hugo von Babo
Hugo Johann Georg Freiherr von Babo (* 22. April 1857 in Weinheim; † 3. Dezember 1924 im „Schlössli“ in Egg bei Allmannsdorf am Bodensee) war Chef des Geheimen Kabinetts im Großherzogtum Baden.

## Leben
Nach Besuch der Gymnasien in Weinheim und Karlsruhe mit Abitur 1876 trat er als Einjährig-Freiwilliger in das 5. Badische Infanterie-Regiment Nr. 113 ein. Es folgte sein Jura-Studium in Freiburg im Breisgau, Leipzig, Berlin und Heidelberg und das Rechtspraktikum u. a. in Tauberbischofsheim 1880. Während seines Studiums in Heidelberg wurde Babo im Wintersemester 1879/80 Mitglied der Verbindung Rupertia.
Er bekleidete Positionen im badischen Staatsministerium, Innenministerium und Regionalbüros mit den Titeln Legationssekretär, Legationsrat, Geheimer Legationsrat (1896), Wirklicher Geheimer Rat mit dem Prädikat Exzellenz (1906).
Von 1895 bis 1919 war Hugo von Babo Vorstand des Großherzoglichen Geheimen Kabinetts in Karlsruhe.
Im Jahr 1919 trat von Babo in den Ruhestand und lebte bis zu seinem Tod zusammen mit seiner Frau Irma, geborene Klein, in Egg am Bodensee. Das Ehepaar hatte drei Kinder.